# Gebhard Löhr
Gebhard Löhr (* 1958 in Eitorf) ist ein deutscher evangelischer Theologe. Seine Brüder Hermut und Winrich sind ebenfalls Professoren für evangelische Theologie.

## Leben
Von 1977 bis 1978 studierte er am Wagner College (Religious Studies, American Literature, American History), von 1978 bis 1979 an der Universität Bonn (Theologie, Philosophie und Religionswissenschaft), von 1980 bis 1981 an der Duke Divinity School (Theologie) und von 1982 bis 1986 an der Universität Göttingen (Theologie, Philosophie, Religionswissenschaft) (1986: Magister Artium in Philosophie/Diplom in Theologie). Nach der Promotion 1989 (Dr. phil., Philosophie) an der Universität Göttingen war er von 1991 bis 1995 ebendort Akademischer Rat für Neues Testament. Nach der Habilitation 1994 (Allg. Religionsgeschichte) an der Universität Göttingen wurde er 1997 zum außerplanmäßigen Professor ernannt. Von 1995 bis 1999 war er Oberassistent (Religionspädagogik, Religionswissenschaft) an der Universität Greifswald. Von 1999 bis 2001 war er Hochschuldozent an der Universität Greifswald. Von 2001 bis 2005 hatte er Gastprofessuren und -dozenturen inne, unter anderem an den Universitäten Göttingen, Erfurt, Innsbruck und Bayreuth. 2004 war er Heynehaus-Fellow (Gastprofessor) am Institut für Wissenschaftsgeschichte der Universität Göttingen. Nach dem Gemeindevikariat (2006–2008 in der Bonnus-Kirchengemeinde, Osnabrück) legte er 2008 die II. Theologische Prüfung bei der Evangelischen Kirche im Rheinland ab. Nach der Ordination 2008 war er von 2008 bis 2009 Heynehaus-Fellow am Institut für Wissenschaftsgeschichte in Göttingen. Seit 2012 ist er Lehrkraft für besondere Aufgaben für fachbezogenes Griechisch und Hebräisch an der Universität Osnabrück.

## Schriften
- Das Problem des Einen und Vielen in Platons Philebos (= Hypomnemata. Untersuchungen zur Antike und zu ihrem Nachleben. Heft 93). Vandenhoeck und Ruprecht, Göttingen 1990, ISBN 3-525-25192-0.
- Gott – Gebote – Ideale. Analytische Philosophie und theologische Ethik (= Kleine Vandenhoeck-Reihe. Nummer 1559). Vandenhoeck und Ruprecht, Göttingen 1991, ISBN 3-525-33576-8.
- Verherrlichung Gottes durch Philosophie. Der hermetische Traktat II im Rahmen der antiken Philosophie- und Religionsgeschichte (= Wissenschaftliche Untersuchungen zum Neuen Testament. Band 97). Mohr, Tübingen 1997, ISBN 3-16-146616-0.
- als Herausgeber: Die Identität der Religionswissenschaft. Beiträge zum Verständnis einer unbekannten Disziplin (= Greifswalder theologische Forschungen. Band 2). Peter Lang, Frankfurt am Main 2000, ISBN 3-631-36153-X.